# Kajaja
Kajaja é uma vila localizada no Distrito do Noroeste em Botswana. Possuía uma população estimada de 31 habitantes em 2011, sendo que Kajaja Lands, uma localidade associada à vila, continha 106 habitantes.